# Amerykański spaniel dowodny
Amerykański spaniel dowodny – jedna z ras psów, należąca do grupy psów aportujących, płochaczy i psów wodnych. Zaklasyfikowana do sekcji psów dowodnych. Podlega próbom pracy.

## Rys historyczny
W Ameryce krzyżowano irish water spaniele z Curly Coated Retrieverami oraz prawdopodobnie z angielskimi spanielami wodnymi. W ten sposób został on przystosowany do amerykańskich warunków polowań w wodzie, szuwarach i lasach.

## Wygląd

### Budowa
Pies ten od irish water spaniela różni się wielkością i bardziej płaskim, owłosionym ciemieniem oraz mniej wyraźnie zaznaczonym przełomem czołowo-nosowym.

### Szata i umaszczenie
Umaszczenie wątrobiane lub czekoladowe. Dopuszczalne małe białe znakowania na piersiach i palcach.

## Użytkowość
Pies wykorzystywany do aportowania ptactwa wodnego, jest także psem stróżującym.

## Zachowanie i charakter
Pies tej rasy nie wykazuje agresji, jest rodzinnym psem, akceptującym w zupełności dzieci.

## Popularność
Psy tej rasy są bardzo rzadko spotykane w Polsce.